# Haute-Goulaine

Localització d'Haute-Goulaine

Haute-Goulaine (en bretó Gorre-Goulen, en gal·ló Hautt-Goleinn ) és un municipi francès, situat a la regió de país del Loira, al departament de Loira Atlàntic, que històricament ha format part de la Bretanya. L'any 2006 tenia 5.439 habitants. Limita amb els municipis de Saint-Julien-de-Concelles, Le Loroux-Bottereau, La Chapelle-Heulin, La Haie-Fouassière, Vertou i Basse-Goulaine.

## Demografia
| Evolució de la població |      |      |      |      |      |      |      |      |
| 1793                    | 1800 | 1806 | 1821 | 1831 | 1836 | 1841 | 1846 | 1851 |
| -                       | 855  | -    | -    | 1489 | -    | -    | -    | -    |

| 1856 | 1861 | 1866 | 1872 | 1876 | 1881 | 1886 | 1891 | 1896 |
| ---- | ---- | ---- | ---- | ---- | ---- | ---- | ---- | ---- |
| -    | -    | 1801 | -    | -    | -    | -    | -    | -    |

| 1901 | 1906 | 1911 | 1921 | 1926 | 1931 | 1936 | 1946 | 1954 |
| ---- | ---- | ---- | ---- | ---- | ---- | ---- | ---- | ---- |
| -    | -    | -    | 1341 | -    | -    | 1301 | -    | 1607 |

| 1962 | 1968 | 1975 | 1982 | 1990 | 1999 | 2006 | 2011 | 2016 |
| ---- | ---- | ---- | ---- | ---- | ---- | ---- | ---- | ---- |
| 1815 | 1981 | 2582 | 3225 | 3823 | 4925 | 5439 | -    | -    |

| 2019 | - | - | - | - | - | - | - | - |
| ---- | - | - | - | - | - | - | - | - |
| -    | - | - | - | - | - | - | - | - |

## Administració
| Període   | Identitat            | Partit |
| --------- | -------------------- | ------ |
| 1925-1945 | Alexandre Gautier    |        |
| 1945-1977 | René Bertrand        |        |
| 1977-1995 | André Proux          |        |
| 1995-     | Jean-Claude Daubisse | UMP    |

## Galeria d'imatges

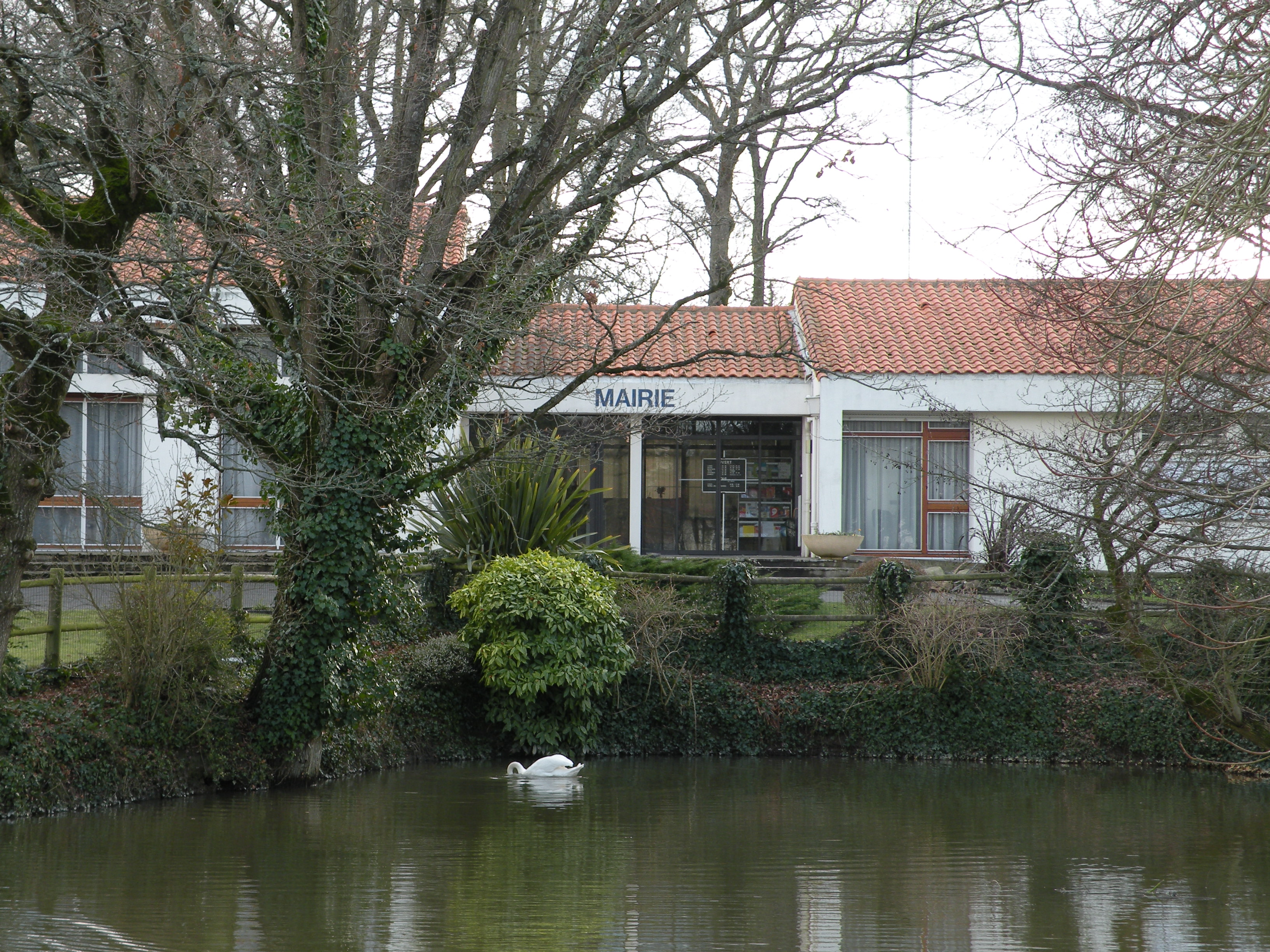
Alcaldia de Goulaine
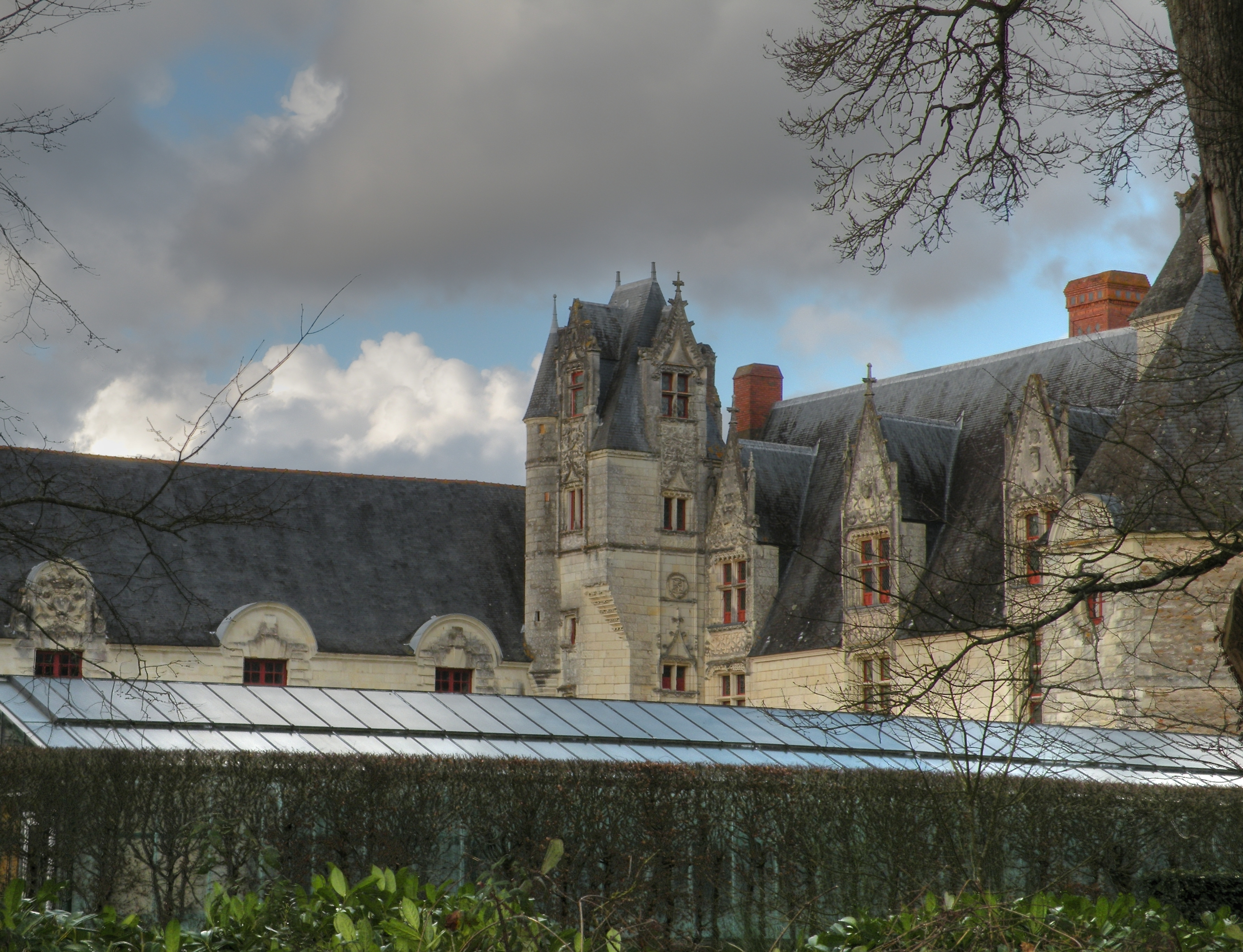
El castell de Goulaine
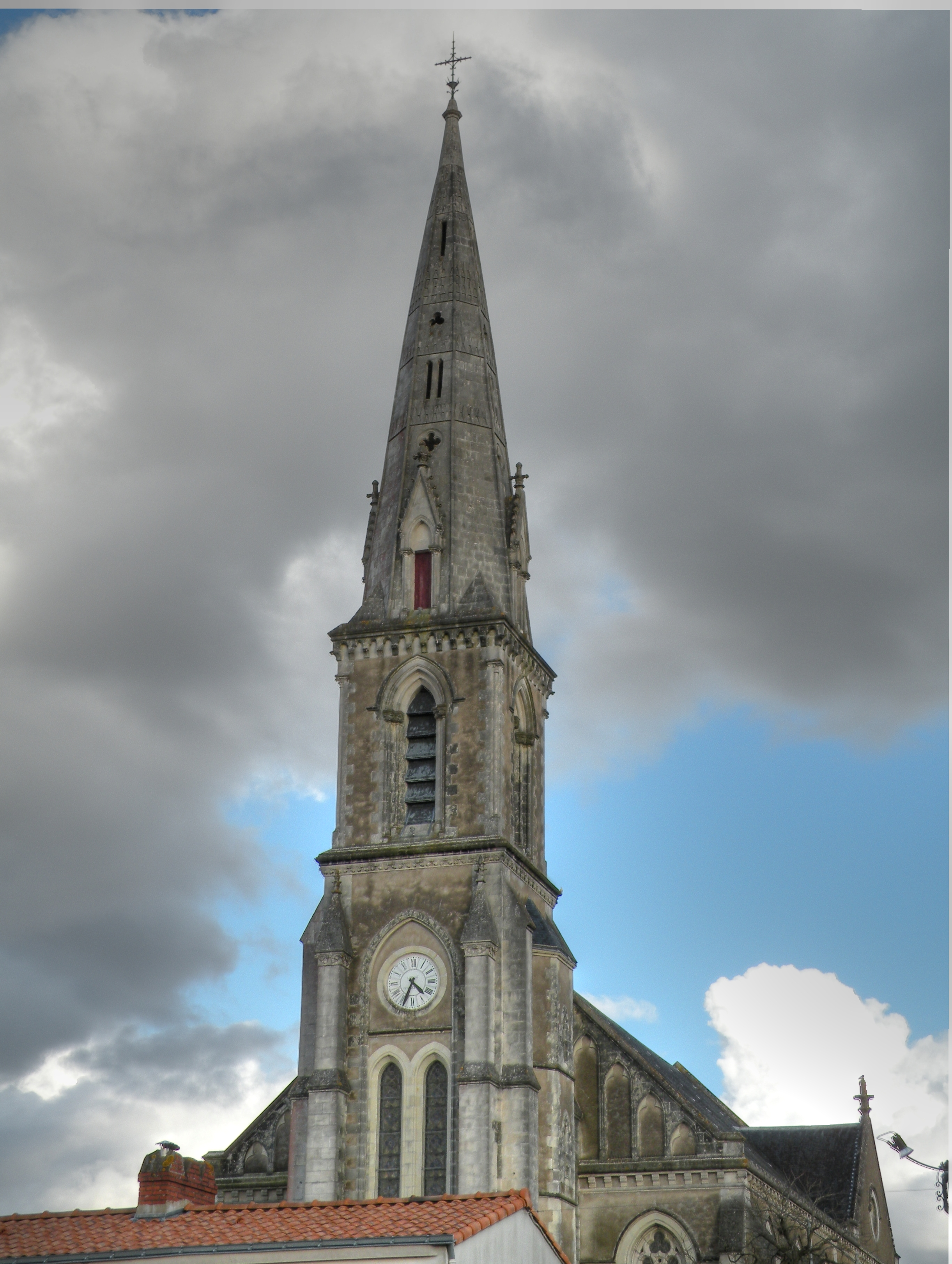
L'església